# Мирово (Софийская область)
Мирово (болг. Мирово) — село в Болгарии. Находится в Софийской области, входит в общину Ихтиман. Население составляет 202 человека (2022).

## Политическая ситуация
Мирово подчиняется непосредственно общине и не имеет своего кмета.
Кмет (мэр) общины Ихтиман — Маргарита Иванова Петкова (Болгарская социалистическая партия (БСП)) по результатам выборов в правление общины.